# Moesel (Weert)

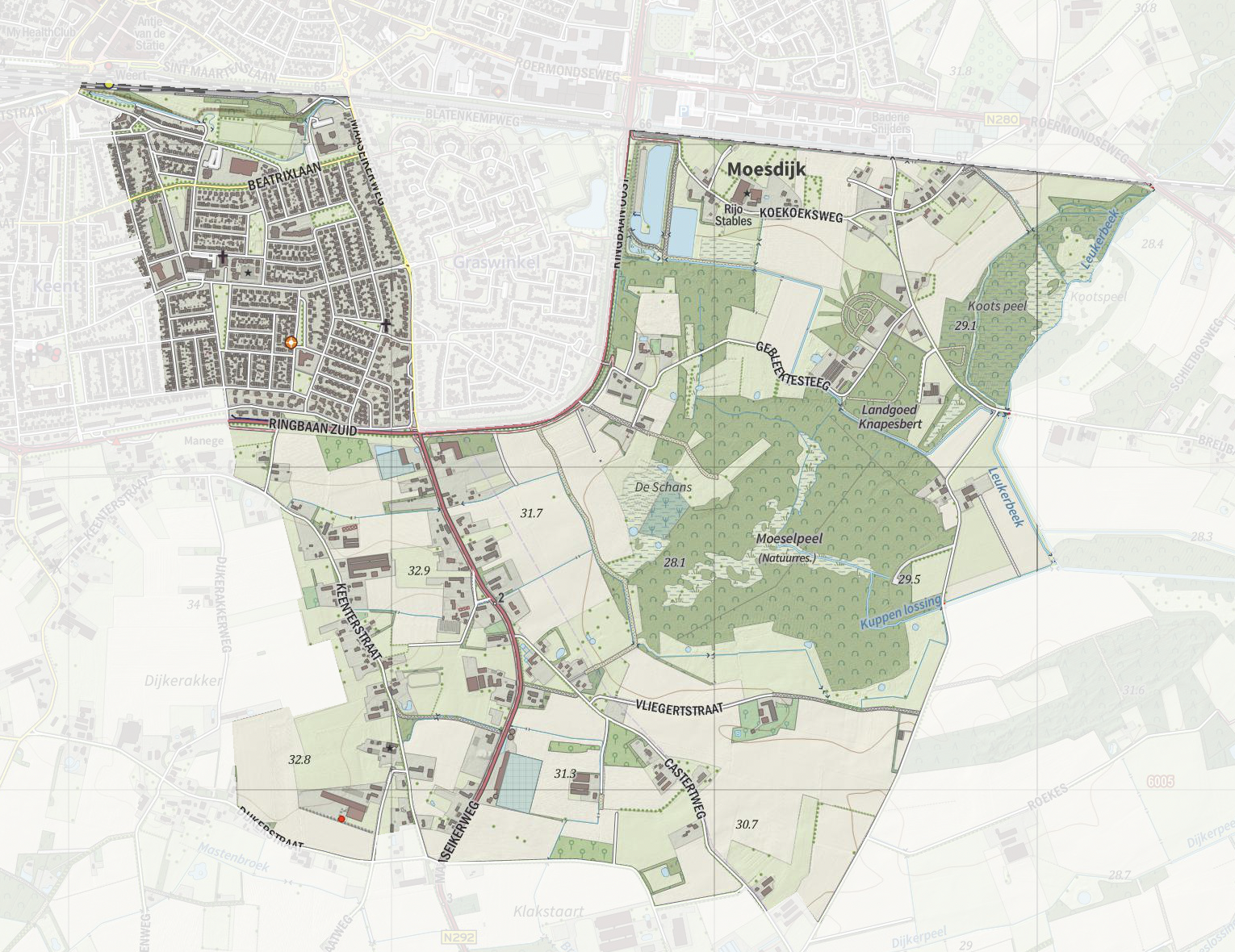
Kaart van Moesel (2022)

Moesel is een wijk die ten zuidoosten van het centrum van de Nederlandse stad Weert ligt.
De wijk ligt besloten binnen een deel van de Ringbaan-Zuid, de Maaseikerweg naar Stramproy en de spoorlijn. Het grootste gedeelte van de gebouwen in Moesel bestaat uit laagbouw. In slechts een paar straten is er sprake van hoogbouw, maar die tellen ten hoogste zes verdiepingen. Doordat de woningen in de wijk relatief oud zijn, wordt er veel gedaan op het gebied van vernieuwing van de bestaande woningen.
Moesel heeft een eigen parochiekerk, een café en een winkelcentrum. Ook zijn er nog voldoende groene ruimtes te vinden.
Het verenigingsleven wordt gedeeld met andere wijken van het stadsdeel Zuid en omvat onder andere twee harmonieën, carnavalsverenigingen (waaronder de carnavalsvereniging "De verkusköp", die de jaarlijkse optocht in Weert-Zuid organiseert), een gymnastiekvereniging en een volleybalclub met een damesafdeling in de eredivisie.
Ten zuidoosten van de wijk ligt de Moeselpeel waar vroeger aan de rand de Moeselschans gelegen was.

## Bezienswaardigheden
- Moeselkapel met Lourdesgrot
- Verrezen Christuskerk

Stad: Weert

Kerkdorpen: Altweerterheide · Laar · Stramproy · Swartbroek · Tungelroy 

Buurtschappen: Altweert · Bosven · Breyvin · Castert · Crixhoek · De Berg · De Boberden · De Horst · Dijkerstraat · Hei · Houtbroek · Hushoven · Oud-Boshoven · Rietbroek · Vlootkant · Wisbroek

Woonwijken: Boshoven (Vrakker · Oda · Oud-Boshoven) · Laarveld · Molenakker · Kampershoek · Fatima · Weert-Centrum · Biest · Groenewoud · Leuken (Vrouwenhof · Leuken-Noord) · Keent (Parkhof) · Moesel · Graswinkel · Rond de Kazerne (Altweert · Boshoverbeek) 

Limburg: Steden en dorpen      Nederland: Provincies · Gemeenten